# 傳家珠寶
《傳家珠寶》（英語：The Family Jewels）是威爾士發片歌手瑪琳娜‧戴曼迪斯的首張錄音室專輯，較廣為人知的藝名為瑪琳娜鑽石。它於2010年2月15日由679 Artists和大西洋唱片同步發行。瑪琳娜在該專輯錄製過程中與包括帕斯卡爾·加布里埃爾、利安·浩威、格萊格·科爾斯汀、理查‧"Biff"‧史丹納德和史塔‧史密斯在內的多名製作人合作。她認為專輯抒發的主題是「商業主義的誘惑、現代社會價值觀、家庭和女性的性慾」。
當代音樂評論家給予《傳家珠寶》中傳遞多項主張的聲樂給予相當正面的評價。該專輯首周在英國專輯排行榜上排名第五，且首周銷量為27,618張。專輯最終被英國唱片業協會（BPI）認證為金唱片，並在英國總售出195,358份。 《傳家珠寶》在國際唱片排行榜上有著不錯的表現; 它在美國告示牌兩百大專輯榜上最高達到第138名，並於第一周賣出4,000份。
《傳家珠寶》由五個單曲宣傳支撐，且每一首都有音樂影片。儘管單曲《毛克利之路》最先於2009年11月13日發布，但《好萊塢》才是最先進入英國單曲排行榜的單曲，排行第12名。後續的三張單曲《我不是機器》、《噢不!》以及《香檳》分別於英國在排行榜上達到第26、38以及第141名。該專輯還於之後開始由瑪琳娜策辦的家傳如珍巡迴演唱會，並在2010年1月到2011年12月間巡迴了澳大利亞、歐洲和北美。

## 背景

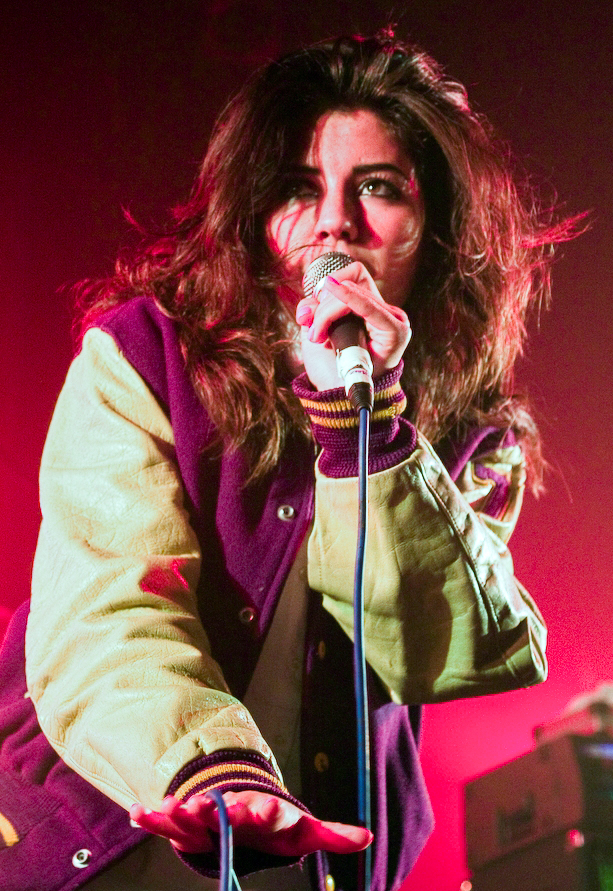
2009年10月，瑪琳娜在NME Radar Tour的現場演出

瑪琳娜在威爾士東南部出生並長大，儘管沒研讀過音樂，她仍在18歲時移居倫敦學習音樂。在退出四個大學並且參加試鏡失敗後，她開始自行創作音樂。在她於2007年由社群網站Myspace發行的迷你專輯《Mermaid vs. Sailor》獲得成功後，她於隔年被霓虹金唱片公司並於10月與679 Artists簽約。2009年，在夏天參加了格拉斯頓柏立當代表演藝術節等各種節日後，她在英國廣播公司的2010年年度新聲中獲第二名，同時也是2010年全英音樂獎評論家選擇獎的三個提名者之一。
2012年在與雜誌Between the Lines的採訪中，瑪琳娜表示這張專輯的標題來自於睾丸的俚語，但她以前太靦腆了不敢承認。

## 構思
瑪琳娜解釋說，這張專輯「主要的靈感來自商業化的誘惑、現代社會、家庭價值觀和女性性行為」，旨在“享受和著迷於作為鼓勵人們質疑自己存在的故事和理論” 。
在談話中，雜誌Q的休伊·蒙哥馬利注意到專輯中的曲風的變化，例如迪斯可(《香檳》)、泡泡糖龐克(《女孩》)以及卡巴萊(《清潭之蛙》)。專輯的首曲《你滿意了嗎?》探討了充實生活的意義；而The Line of Best Fit likened的編輯更把這張專輯與丹麥存在主義哲學家索倫·奧貝·齊克果的思想做比較。
2010年1月在與每日電訊報的訪談中，承認她對於歌曲《女孩》中帶有「厭女主義」色彩的歌詞「感到難堪」，包括其中一段「女孩們從不與我交朋友/因為當她們談話時我總是睡著/她們總是大啖卡路里」；她澄清說，歌詞其實只著重於她自己的體重問題。 霓虹金唱片公司宣布會為《著迷入魔》和《毛克利之路》提供有限的雙A面唱片，前者稱作「大膽而野心勃勃 ... 傑出作品」，並將後者描述為「極其強烈，獨樹一格的流行衝擊」。
瑪琳娜聲稱她讓製作人利安·浩威為了歌曲《置身局外》錄製了486首聲樂。單曲《好萊塢》製作時瑪琳娜從過去自己對美國名人文化的痴迷中汲取靈感，當《我不是機器》，整張專輯她最喜歡的成果成功釋出時，她唱著歌並告訴自己要接受不完美，其中一句歌詞「你最近表現得很強硬，最近也抽了太多菸 ... 別這麼懦弱」；她希望觀眾能夠欣賞這首歌。《麻木》反映了她早年在倫敦中所需的奉獻和犧牲；《噢不!》以及《你滿意了嗎?》則有著相似的抒情題材。 歌曲《噢不!》是於曲目列表完成後期才決定加入，這導致一些對專輯評論者評論時並不會囊括這首歌曲。 專輯最初已定將在2009年10月正式釋出，但因瑪琳娜的完美主義而延遲了發行日。

## 宣傳

### 音樂影片
2008年，瑪琳娜錄製了《十七歲》以及《著迷入魔》的音樂影片。隔年，攝影師藍欽指導了《我不是機器》的幕後製作，並同時在影片中使用大量彩妝亮粉。《毛克利之路》的影片則以瑪琳娜以及身旁的兩個舞者，以及過去木偶帶給他們手風琴般伸縮的印象為主的素材製的肢體特效為要點; 其中影片花了17小時拍攝.

波蘭藝術家Kinga Burza為《好萊塢》拍攝了「經典類流行影片」，意在「讓觀眾更愛她，也許在看片時能渴望吃一點爆米花並以影片作靈感、為樂趣而打扮」。Burza 同時也錄製了《噢不!》的影片，影片的審美基礎建立於「zany neon」MTV標誌以及隱含渴望成名成分的歌詞。而《香檳》的影片則加入了對麥可·傑克森的歌曲—《顫慄》音樂影片的元素的致敬。
Dan Knight為切利·干沙爾斯的《好萊塢》的「精簡」版混音錄製了一支影片，裡面的含意與Burza的官方影片完全相反。影片中，干沙爾斯和瑪琳娜參加了1980代的愛沙尼亞音樂節目，並內配有字幕。

### 單曲

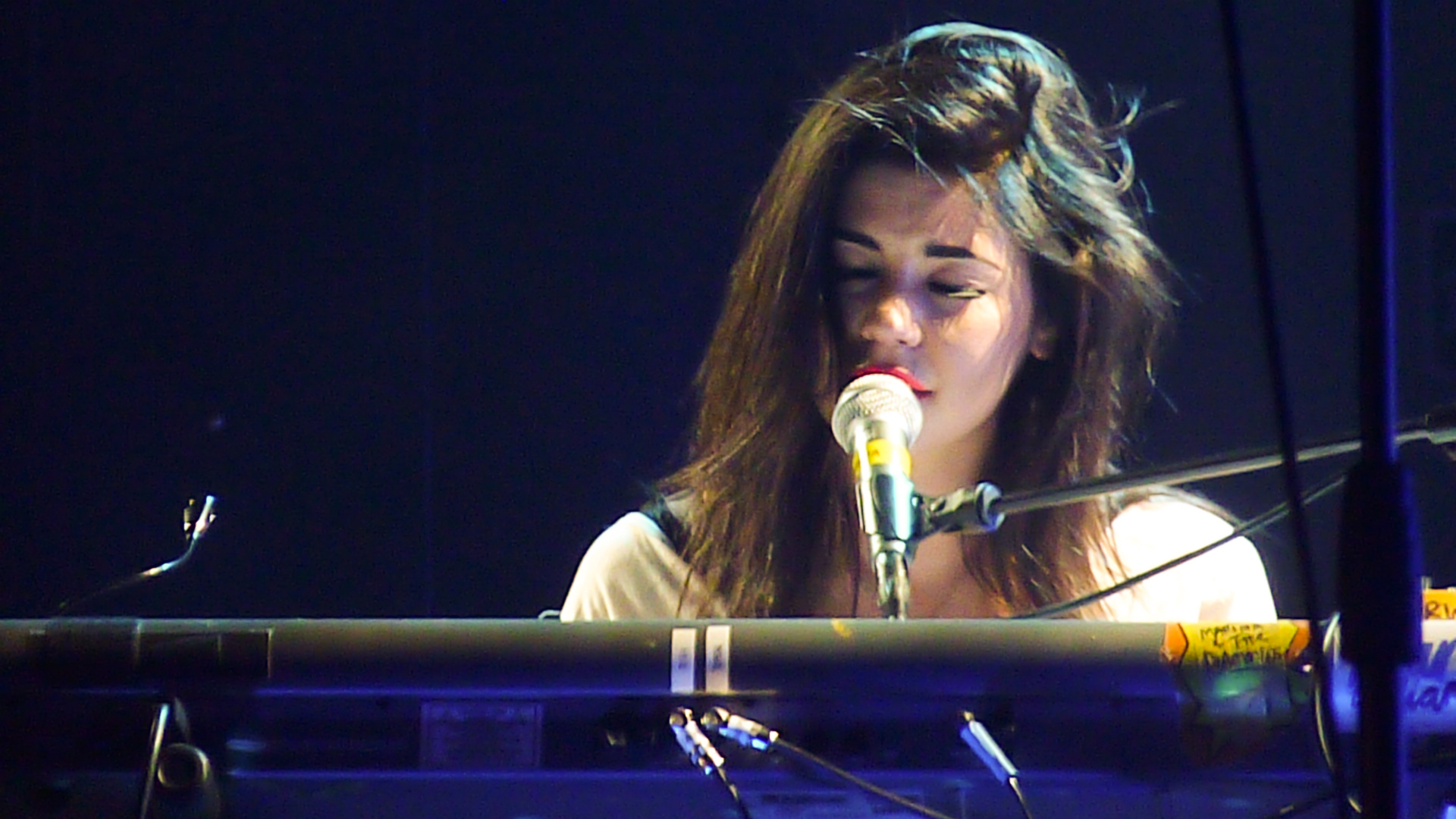
2010年五月，傳家珠寶巡迴演唱會巡演期間，瑪琳娜於愛丁堡集會廳表演《Obsessions》。

《著迷入魔》作為瑪琳娜的首張單曲，於2009年二月14日釋出，隨後《毛克利之路》作為專輯的首張單曲於2009年11月13日釋出。基於《毛克利之路》的特殊性，瑪琳娜選擇這首歌以便在「非商業性」的變化上試水溫，但在包括佩雷斯·希爾頓和肯伊‧威斯特在內的部落客分享之後，它在商業方面成功博得了關注。
《好萊塢》作為專輯的第二張單曲於2010年2月1日釋出，這同時也是瑪琳娜第一次重大的釋出。它在英國單曲排行榜上排名第12名。同年四月26日釋出《我不是機器》並在同一個排行榜上排行第26名。 《噢不!》作為第四張單曲於八月2日在英國及愛爾蘭釋出；排行第38名。《香檳》作為最後的宣傳單曲於同一地區在十月11日釋出，並在英國排名第141名。
《我不是機器》於2010年在Popjustice £20 Music Prize中被提名為最佳英國單曲，但最後輸給Example的《Kickstarts》。

### 巡迴演唱會
瑪琳娜開始她的第一次巡迴演唱會以便推銷《傳家珠寶》，巡演地區涵蓋了歐洲，北美洲和澳大利亞。巡演包括在2012年格拉斯頓柏立當代表演藝術節、西南偏南以及佛斯音樂節的演出。2011年中期，在她開始於英國的巡迴演唱會的同時，她受邀成為凱蒂‧佩芮的加州之夢巡迴演唱會的開場嘉賓，並於12月作為酷玩樂團於曼徹斯特競技場主辦的彩繪人生巡迴演唱會的開場嘉賓，同時結束她的第一場巡演。
在結束2010年二月21日位於曼徹斯特Deaf Institute的演出後，Contactmusic.com 的作者凱蒂‧雷帝肯給予瑪琳娜9分的好評，她表示「下次當她回到曼徹斯特表演時，一張在商品展台上熠熠生輝的暢銷專輯，將會因她在Academy 2的聽眾而一掃而空。在可預見的未來中，瑪琳娜的音樂將不再只是在幾百人的Trendy Bar裡播放。」

## 評分
| 綜合得分       | 綜合得分 |
| 來源           | 評分     |
| -------------- | -------- |
|                | 68/100   |
| 評論得分       |          |
| 來源           | 評分     |
| AllMusic       | [ 29 ]   |
| 影音俱樂部     | C        |
| Clash          | 6/10     |
| 每日電訊報     | [ 32 ]   |
| 衛報           | [ 33 ]   |
| musicOMH       | [ 34 ]   |
| 新音樂快遞     | 9/10     |
| Q              | [ 36 ]   |
| Spin           | 7/10     |
| 星期日泰晤士報 | [ 38 ]   |

《傳家珠寶》在樂評中獲得了「普遍好評」的成績。在Metacritic，一個收集對於音樂專輯、遊戲等主流出版物所做出的評分(滿分100分)及評論的網站中，根據21條評論，《傳家珠寶》平均分數為68分。雜誌Q的休伊‧蒙哥馬利認為瑪琳娜「廣闊的想像力」讓「一首成功的流行音樂變得更加豐富」。英國雜誌The Phoenix的盧克‧歐尼爾表示「她就像凱特·納什一樣優秀，雖然公司過去曾錯過了迷人的鋼琴樂流行，以及熱情繁榮的舞孃風潮流，但沒關係， 因為這股華麗風格將再次開始流行了。」新音樂快遞的萊昂尼·庫珀稱讚這張專輯「十分驚人」並寫道「瑪琳娜為了讓專輯在首次發行時炫人耳目，將璀璨的流行樂以及優美的黑暗融合進專輯中」。
更多評論者則著重於聲音的傳遞性，BBC音樂的路‧湯麥斯表示「涵蓋整張專輯的風格變化都非常優秀—就有如歌曲《置身局外》的80年代搖滾風般與眾不同。 但同時，收錄著超過13首Sparks風格歌曲的專輯可能會導致許多即興鋼琴斷音演奏愛好者對於瑪琳娜那略顯霸道的藝術人格感到壓迫」，並總結出「瑪琳娜的古怪聲樂會使人意見分歧」的結論。影音俱樂部的西恩‧歐尼爾認為在聆聽了「一整打吱吱作響的蕾吉娜·史派克特克特式聲樂」以及 「凱特·布希式顫音」後，「霸道的藝術人格需要在筋疲力盡的最後證明自己的需要」。影音雜誌No Ripcord的喬‧理佛斯稱讚歌曲《你滿意了嗎?》、《好萊塢》以及《噢不!》，但也表示它們被穿插於《清潭之蛙》的「嚎叫聲」以及《置身局外》中的「沙啞的咆哮」給推開了。
獨立報的安迪‧吉爾認為《香檳》以及《清潭之蛙》「每一段過動的鋼琴樂以及胡亂拼湊的合成音樂就像它們的雙關名稱一樣煩人，」。他認為《毛克利之路》以及《清潭之蛙》的發聲技巧十分「不純熟」，並批評《女孩》以及《好萊塢》的歌詞十分粗淺。吉爾最後表示《無家》、《著迷入魔》以及《置身局外》的內容並沒有達到他對這些歌曲的期待水準。
新音樂快遞將《傳家珠寶》排在2010年前75名專輯排榜中第33名。

## 商業成績
《傳家珠寶》發行時首周銷量27,618張，並在英國專輯排行榜上排行第五。在她的第二張專輯《愛戀之心》以首周銷量21,358張進入排行榜第一名之後，《傳家珠寶》仍是瑪琳娜首周銷量最好的專輯。隨後，《傳家珠寶》獲得了來自英國唱片業協會(BPI)的金唱片認證，同時，專輯在2015年五月於英國的銷量達到了195,358張。專輯於發行首周便在希臘及愛爾蘭排行榜上排名第七及第九名；最後，專輯獲得了愛爾蘭唱片音樂協會(IRMA)的金唱片認證。
《傳家珠寶》在德國(第12名)、奧地利(第18名) 荷蘭(第88名)、瑞士(第100名)、法國(第132名) 以及位於大西洋的澳洲(第79名)等世界各國皆得到了不錯的成績。《傳家珠寶》藉著美國首周銷量4,000張的成績於告示牌二百大專輯榜排行第138名，當時該專輯也分別在告示牌最佳新人以及最佳搖滾專輯榜上排行第二和第49名。2012年時，《傳家珠寶》的全球總銷量以達到300,000張。
2011年1月，在澳大利亞的電台採訪中，她聲明對自己的職業生涯強烈地感覺到 "遠大於成功的失敗"，尤其是未能成功踏入美國市場。她將這件事歸咎於她在美國的合作公司Chop Shop Records毫無行動，以及像是Lady Gaga等具有「強烈節奏」音樂品味的藝術家所導致。最後，她為了錄製新的專輯取消了所有在美國的表演。

## 曲目列表
| 《傳家珠寶》 | 《傳家珠寶》                         | 《傳家珠寶》                      | 《傳家珠寶》                                     | 《傳家珠寶》 |
| 曲序         | 曲目                                 | 词曲                              | 制作人                                           | 时长         |
| ------------ | ------------------------------------ | --------------------------------- | ------------------------------------------------ | ------------ |
| 1.           | 《你滿意了嗎?》 "Are You Satisfied?" | 瑪琳娜‧戴曼迪斯                   | 利安·浩威 畢夫可(理查‧"Biff"‧史丹納德) 艾許‧浩斯 | 3:21         |
| 2.           | 《香檳》 "Shampain"                  | 戴曼迪斯 浩威 帕斯卡爾·加布里埃爾 | 加布里埃爾 浩威 史丹納德 [a]                     | 3:11         |
| 3.           | 《我不是機器》 "I Am Not a Robot"    | 戴曼迪斯                          | 浩威                                             | 3:35         |
| 4.           | 《女孩》 "Girls"                     | 戴曼迪斯 浩威 加布里埃爾          | 加布里埃爾 浩威                                  | 3:28         |
| 5.           | 《毛克利之路》 "Mowgli's Road"       | 戴曼迪斯 浩威                     | 浩威                                             | 3:12         |
| 6.           | 《著迷入魔》 "Obsessions"            | 戴曼迪斯                          | 浩威                                             | 3:38         |
| 7.           | 《好萊塢》 "Hollywood"               | 戴曼迪斯                          | 史丹納德 浩斯 史塔‧史密斯 [b]                    | 3:50         |
| 8.           | 《置身局外》 "The Outsider"          | 戴曼迪斯                          | 浩威 戴曼迪斯                                    | 3:17         |
| 9.           | 《清潭之蛙》 "Hermit the Frog"       | 戴曼迪斯                          | 浩威 戴曼迪斯 [a]                                | 3:35         |
| 10.          | 《噢不!》 "Oh No!"                   | 戴曼迪斯 格萊格·科爾斯汀          | 科爾斯汀                                         | 3:02         |
| 11.          | 《無家》 "Rootless"                  | 戴曼迪斯 浩威 加布里埃爾          | 加布里埃爾 浩威                                  | 3:28         |
| 12.          | 《麻木》 "Numb"                      | 戴曼迪斯                          | 浩威                                             | 4:16         |
| 13.          | 《有罪》 "Guilty"                    | 戴曼迪斯 史丹納德 浩斯            | 史丹納德 浩斯                                    | 3:40         |
| 总时长：     | 总时长：                             | 总时长：                          | 总时长：                                         | 45:30        |

| iTunes Store加值曲 | iTunes Store加值曲               | iTunes Store加值曲 | iTunes Store加值曲 | iTunes Store加值曲 |
| 曲序               | 曲目                             | 词曲               | 制作人             | 时长               |
| ------------------ | -------------------------------- | ------------------ | ------------------ | ------------------ |
| 14.                | 《傳家珠寶》 "The Family Jewels" | 戴曼迪斯           | 戴曼迪斯           | 4:05               |
| 总时长：           | 总时长：                         | 总时长：           | 总时长：           | 49:35              |

| 日本加值曲 | 日本加值曲                 | 日本加值曲 | 日本加值曲 | 日本加值曲 |
| 曲序       | 曲目                       | 词曲       | 制作人     | 时长       |
| ---------- | -------------------------- | ---------- | ---------- | ---------- |
| 14.        | 《傳家珠寶》               | 戴曼迪斯   | 戴曼迪斯   | 4:05       |
| 15.        | 《十七歲》 "Seventeen"     | 戴曼迪斯   | 浩威       | 3:05       |
| 16.        | 《毛克利之路》（音樂影片） |            |            | 3:02       |
| 17.        | 《好萊塢》（音樂影片）     |            |            | 3:25       |
| 总时长：   | 总时长：                   | 总时长：   | 总时长：   | 58:07      |

| 美國標準版 | 美國標準版           | 美國標準版               | 美國標準版                    | 美國標準版 |
| 曲序       | 曲目                 | 词曲                     | 制作人                        | 时长       |
| ---------- | -------------------- | ------------------------ | ----------------------------- | ---------- |
| 1.         | 《你滿意了嗎?》      | 戴曼迪斯                 | 浩威 史丹納德 浩斯            | 3:21       |
| 2.         | 《香檳》             | 戴曼迪斯 浩威 加布里埃爾 | 加布里埃爾 浩威 史丹納德 [a]  | 3:11       |
| 3.         | 《我不是機器》       | 戴曼迪斯                 | 浩威                          | 3:35       |
| 4.         | 《女孩》             | 戴曼迪斯 浩威 加布里埃爾 | 加布里埃爾 浩威               | 3:28       |
| 5.         | 《毛克利之路》       | 戴曼迪斯 浩威            | 浩威                          | 3:12       |
| 6.         | 《著迷入魔》         | 戴曼迪斯                 | 浩威                          | 3:38       |
| 7.         | 《好萊塢》（單曲版） | 戴曼迪斯                 | 史丹納德 浩斯 史塔‧史密斯 [b] | 3:24       |
| 8.         | 《置身局外》         | 戴曼迪斯                 | 浩威 戴曼迪斯                 | 3:17       |
| 9.         | 《有罪》             | 戴曼迪斯 史丹納德 浩斯   | 史丹納德 浩斯                 | 3:40       |
| 10.        | 《清潭之蛙》         | 戴曼迪斯                 | 浩威 戴曼迪斯 [a]             | 3:35       |
| 11.        | 《噢不!》            | 戴曼迪斯 科爾斯汀        | 科爾斯汀                      | 3:02       |
| 12.        | 《十七歲》           | 戴曼迪斯                 | 浩威                          | 3:05       |
| 13.        | 《麻木》             | 戴曼迪斯                 | 浩威                          | 4:16       |
| 总时长：   | 总时长：             | 总时长：                 | 总时长：                      | 44:35      |

| iTunes Store美國豪華版加值曲 | iTunes Store美國豪華版加值曲                         | iTunes Store美國豪華版加值曲 | iTunes Store美國豪華版加值曲 | iTunes Store美國豪華版加值曲 |
| 曲序                         | 曲目                                                 | 词曲                         | 制作人                       | 时长                         |
| ---------------------------- | ---------------------------------------------------- | ---------------------------- | ---------------------------- | ---------------------------- |
| 14.                          | 《無家》                                             | 戴曼迪斯 浩威 加布里埃爾     | 加布里埃爾 浩威              | 3:28                         |
| 15.                          | 《我不是機器》（Flex'd 重製作) (Passion Pit 再編曲） | 戴曼迪斯                     | 浩威 Passion Pit [c]         | 4:47                         |
| 16.                          | 《著迷入魔》（Ocelot 再編曲）                        | 戴曼迪斯                     | 浩威 Ocelot [c]              | 6:26                         |
| 17.                          | 《我不是機器》（Starsmith 24 Carat 再編曲）          | 戴曼迪斯                     | 浩威 史塔‧史密斯 [c]         | 5:18                         |
| 18.                          | 《好萊塢》（音樂影片）                               |                              |                              | 3:25                         |
| 总时长：                     | 总时长：                                             | 总时长：                     | 总时长：                     | 1:08:09                      |

備註
- ^a  表示協助製作人員
- ^b  表示主要製作人員
- ^c  表示重新編曲人員

## 製作人員
資料來自專輯內頁。
- 瑪琳娜鑽石 – 主唱；鋼琴樂 (1-3，6，8，12)，鍾琴 (3); 混音 (4，11)；casio VL-tone(迷你電子琴)、製作 (8)；執行製作人 (9)；風琴 (12)
- 克里斯‧艾倫 – 大提琴 (1，3)
- 蕊貝卡‧艾倫 – 小提琴 (9，12)
- 尼爾‧卡其坡 – 小提琴 (7，13)
- 蓋‧大衛 – 母帶製作 (1–9，11–13)
- 阿利森‧多德斯 – 小提琴 (1，3，7，13)
- 史提夫‧達勒姆 – 鼓樂 (1–3)
- 帕斯卡爾·加布里埃爾 – 製作、編程 (2，4，11)；合成 (2)；樂器操作、工程、混音 (4，11)
- 利安·浩威 – 製作 (1–3，5，6，8，9，11，12)；編程 (1–3，5，6，8，9，12)；貝斯 (1，2，5，6)；Mellotron(電子琴) (1，3，6，9，12)；

合成 (1–3，6，8)；鋼琴伴奏、電吉他 (2)；混音、Philicorda(電子琴) (3，5，6，8，9，12)；樂器操作 (4，11)；原聲吉他、鐘琴、湯匙樂器、哨樂、錄音 (5)；
工程、合成(5，6，8)；口簧琴、桑圖爾 (8)；曼陀林、錄音 (9，12)
- 艾許‧浩斯 – 混音、製作 (1，7，13)；鍵盤樂 (1)；編程 (1，2，7，13)；鍵盤伴奏(2)；樂器操作 (7，13)

- 格萊格·科爾斯汀 – 鍵盤樂、工程、吉他、混音、製作、編程 (10)
- 奧利‧蘭格弗德 – 中提琴 (7，9，12，13)；小提琴 (7，13)
- 史蒂芬‧拉爾居 – 聲線排列 {{small|(7，13)；鋼琴樂 (9，12)；電風琴 (12)
- 都各‧拉 – 工程協助 (1–3，9，12)；Pro Tools(軟體操縱) (5)
- 亞歷克斯‧馬肯金 – 鼓樂、大鍵琴 (5，6)；鋼琴伴奏、曼陀林 (6)
- 馬特·馬特蘭 – 封面設計
- 卡麗拉‧黛拉‧米兒 – 小提琴 (1，3)
- 安娜‧莫瓦特 – 大提琴 (7，13)
- 安娜·菲比 – 小提琴 (9，12)
- 盧克‧波塔許尼克 – 吉他 (1)
- 藍坎– 形象畫設計
- 雷蒙德67 (網站Freesound專案) – 玩具猴樂聲 (5)
- 瑞丘‧羅普森 – 中提琴 (1，3)
- Sandyrb (網站Freesound專案) – 人猿聲 (5)
- 露西‧蕭 – 低音提琴，聲線排列 (1，3，7，9，12，13)
- 畢夫可(理查‧"Biff"‧史丹納德) – 製作 (1，7，13)；鍵盤樂 (1)；編程 (1，2，7，13)；鍵盤伴奏、協助製作 (2)；混音 (2，7，13)；鼓樂 (7)；樂器操作 (7，13)
- 史塔‧史密斯 – 原製作人 (7)
- 戴維‧特納 – 母帶製作 (10)
- 大衛‧威斯萊克 – 鼓樂 (9)
- 理查‧威爾金森 – 工程 (1–3，9，12)
- 克里斯‧沃西 – 大提琴 (9，12)

## 排行

### 當周排行榜
| 排行榜 (2010)                     | 榜位 |
| --------------------------------- | ---- |
| 澳洲唱片業協會榜 (ARIA)           | 79   |
| 奧地利專輯榜（奧地利Ö3)           | 18   |
| 荷蘭專輯榜（MegaCharts）          | 88   |
| European Albums (Billboard)       | 20   |
| 法國專輯榜（SNEP）                | 132  |
| 德國專輯榜 (Offizielle Top 100)   | 12   |
| 希臘國際專輯榜 (IFPI)             | 7    |
| 愛爾蘭專輯榜 (IRMA)               | 9    |
| 蘇格蘭專輯榜（OCC）               | 6    |
| 瑞士專輯榜（Schweizer Hitparade） | 100  |
| 英國專輯榜（OCC）                 | 5    |
| 美國告示牌兩百大專輯榜            | 138  |
| 美國公告牌新人榜                  | 2    |
| 美國公告牌最佳搖滾專輯榜          | 49   |

| 排行榜 (2010)     | 榜位 |
| ----------------- | ---- |
| 英國專輯榜（OCC） | 87   |

## 銷量
| 地區                  | 認證   | 銷售數量/銷量 |
| --------------------- | ------ | ------------- |
| 愛爾蘭(IRMA)          | 金唱片 | 7,500^        |
| 英國(BPI)             | 金唱片 | 195,358       |
| 總結                  |        |               |
| 全球                  | 無     | 300,000       |
| ^僅基於認證的出貨數量 |        |               |

## 釋出歷史
| 地區         | 日期           | 形式         | 廠牌        | Ref.   |
| ------------ | -------------- | ------------ | ----------- | ------ |
| 愛爾蘭       | 2010年2月15日  | CD、數位下載 | 679、大西洋 | [ 71 ] |
| 英國         | 2010年2月22日  | CD、數位下載 | 679、大西洋 | [ 72 ] |
| 斯堪地那維亞 | 2010年22月24日 | CD、數位下載 | 華納        | [ 73 ] |
| 澳洲         | 2010年2月26日  | CD、數位下載 | 華納        | [ 74 ] |
| 法國         | 2010年3月1日   | CD、數位下載 | 華納        | [ 75 ] |
| 荷蘭         | 2010年3月19日  | CD、數位下載 | 華納        | [ 76 ] |
| 日本         | 2010年4月21日  | CD、數位下載 | 華納        | [ 52 ] |
| 德國         | 2010年5月14日  | CD、數位下載 | 華納        | [ 77 ] |
| 加拿大       | 2010年5月25日  | CD、數位下載 | 華納        | [ 78 ] |
| 美國         | 2010年5月25日  | CD、數位下載 |             | [ 53 ] |
| 美國         | 2010年6月15日  | LP           | [ 79 ]      |        |
| 愛爾蘭       | 2015年10月30日 | LP           | 大西洋      | [ 80 ] |
| 英國         | 2015年10月30日 | LP           | 大西洋      | [ 81 ] |
| 巴西         | 2016年10月14日 | CD           | 華納        | [ 82 ] |